# Alej Mostov
Alej Mostov je ucelená pozoruhodná dvouřadá alej 203 památných stromů javorů mléč (Acer platanoides) v okrese Cheb v Karlovarském kraji.
Stromy rostou v aleji po obou stranách cesty z bývalé obce Hlinová, část obce Odrava, SZ směrem k zámku Mostov v délce cca 800 m. Alej je významnou krajinnou dominantou a v současnosti je součástí cyklostezky Ohře č. 6. Původní počet stromů byl 225 (v době vyhlášení ochrany v roce 2000). V letech 2003 až 2004 byla alej regenerována avšak v noci z 29. na 30. července 2005 se přehnala nad územím Karlovarského kraje vichřice, při které byla většina stromů poškozena, došlo k vyvrácení nebo zlomení 5 stromů a další bylo nutné pokácet vzhledem k nebezpečí jejich pádu.
Obvody kmenů měří 157 až 280 cm. Nejvyšší strom je vysoký 24,5 m (měření 2014). Za památné byly stromy v aleji vyhlášeny v roce 2000.

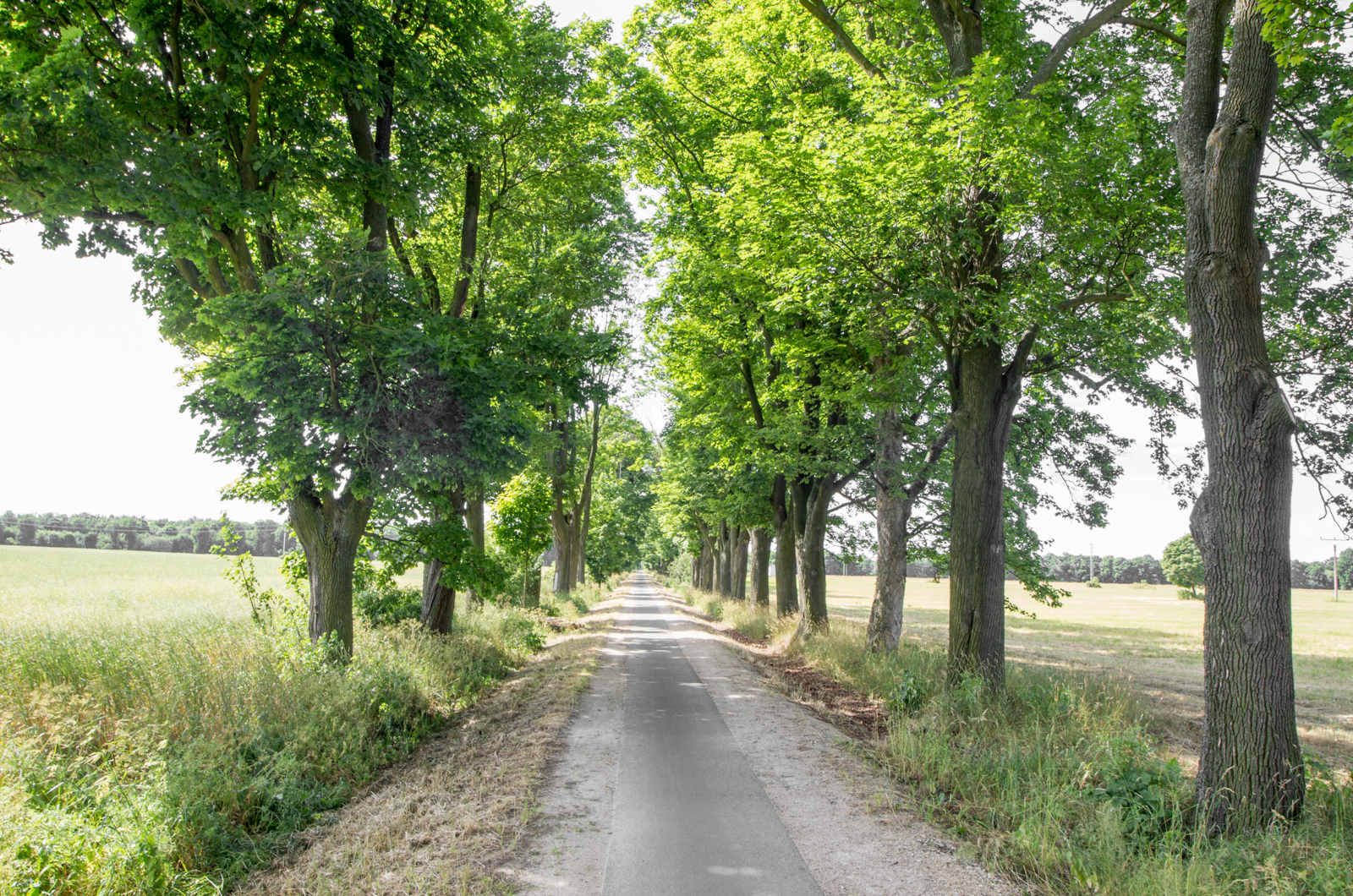
v červnu 2014
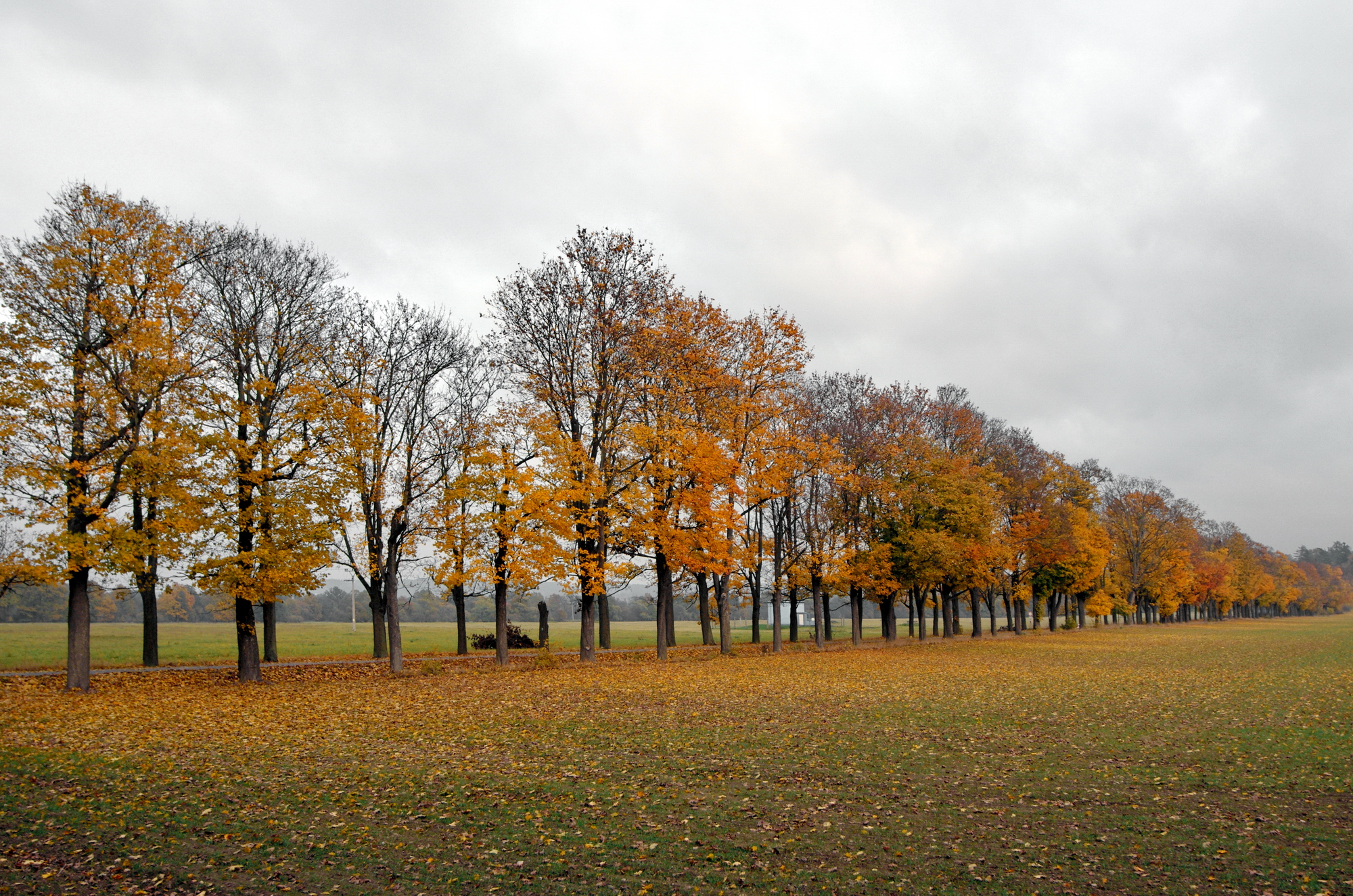
v říjnu 2015

## Stromy v okolí
- Mostovský dub
- Dub u hráze
- Duby u statku Tuřany čp. 3